# Шахматов, Александр Алексеевич
Шахматов Александр Алексеевич (1827 или 1828 — 22 января [3 февраля] 1871, Одесса, Херсонская губерния, Российская империя) — сенатор, тайный советник.

## Биография
Происходил из древнего русского дворянского рода Шахматовых Саратовской (Кумышской) ветви, сын отставного капитан-лейтенанта, впоследствии вице-губернатора Минской губернии, Алексея Александровича Шахматова (1797—1868). Мать, Варвара Петровна (ок. 1800 — 1865), происходила из младшей ветви дворянского рода Столыпиных. Биографические справочники («Русский биографический словарь», «Список сенаторов» Н. А. Мурзанова) указывают годом рождения 1827-й; его дочь в Воспоминаниях о брате утверждает, что он родился 22 июня 1828 года[по какому календарю?].
С 1840 года учился в Императорском училище правоведения, окончив которое в 1847 году был назначен — младшим помощником, а спустя два года старшим помощником секретаря — во II отделение департамента Правительствующего Сената, определён затем в I отделение V департамента, оттуда во II отделение того же департамента и оставался там на службе до 1855 года, когда, согласно прошению, причислен был к департаменту Министерства юстиции.
В конце Крымской войны, в 1856 году был зачислен в дружину № 258 саратовского ополчения, с переименованием в штабс-капитаны, и командовал ротой; 24 сентября того же года, по случаю расформирования ополчения, был уволен от воинской службы с прежним чином коллежского асессора и причислен сверхштатным чиновником к канцелярии саратовского губернатора.
В 1857 году, совершенно неожиданно, с низкой должности секретаря Сената с чином надворного советника он был назначен исправляющим должность Смоленского губернского прокурора; одновременно, в 1858 году был утверждён директором Смоленского губернского попечительного о тюрьмах комитета, а в 1859 году — директором Смоленского детского приюта.
В 1860 году был назначен пензенским губернским прокурором, 31 января 1862 года переведён губернским прокурором в Воронеж. В 1865 году назначен харьковским губернским прокурором, а 13 апреля 1866 года определён товарищем прокурора вновь открытой Московской судебной палаты.
С 17 апреля 1867 года он был назначен прокурором Харьковской судебной палаты; 12 октября того же года произведён в действительные статские советники. Биографические справочники утверждают, что 3 октября 1868 года А. А. Шахматов пожалован был в звание сенатора, с производством в тайные советники и с назначением старшим председателем Одесской судебной палаты. Однако в начале 1869 года он ещё указывался в прежних должности и чине.
Был награждён орденами Св. Станислава 2-й ст. с императорской короной (1860), Св. Анны 2-й ст. (1863), Св. Владимира 3-й ст. (1864); был владельцем родового имения в селе Шахматовка (она же Хмелевка) Саратовской губернии (550 десятин земли).
Умер в Одессе 22 января (3 февраля) 1871 года.

## Семья
Имел внебрачную дочь Наталью (1855—1921).
Женился 8 января 1861 года на дочери Ф. А. Козена, Марии Фёдоровне (1838—1870). Обвенчались они в церкви села Никольское Тамбовской губернии — имении Марии Павловны Бистром, которой Мария Козен приходилась внучатой племянницей. Их дети:
- Евгения Александровна Масальская-Сурина (1863—1940)
- Алексей Александрович (1864-1920), академик-лингвист
- Ольга Александровна